# Benjamin Adams
Benjamin Willard "Ben" Adams (Newark, Nova Jersey, 31 de març de 1890 - Neptune City, Nova Jersey, 14 de març de 1961) va ser un atleta estatunidenc, especialista en salts aturats, que va competir a començaments del segle xx. Era germà del també medallista olímpic Platt Adams.
El 1912 va prendre part en els Jocs Olímpics d'Estocolm, on disputà dues proves del programa d'atletisme. En el salt d'alçada aturat guanyà la medalla de plata, i en la del salt de llargada aturat la de bronze. En aquest mateixos Jocs disputà la competició de demostració de beisbol.